# پادشاه و دلقک
پادشاه و دلقک (به انگلیسی: The King and the Clown، کره‌ای: 왕의 남자، ترجمه; مردِ پادشاه) یک فیلم درام تاریخی محصول کره جنوبی سال ۲۰۰۵ با بازی کام وو سونگ، لی جون گی و جونگ جین یونگ است. این فیلم، از تئاتری در سال ۲۰۰۰، به نام «یی» که دربارهٔ یون‌سان‌گون پادشاه سلسه چوسان است و یک دلقک دربار او را مسخره می‌کند، اقتباس شده‌است. این فیلم در ۲۹ دسامبر ۲۰۰۵ اکران شد و مدت آن ۱۱۹ دقیقه است و در کره جنوبی توسط سینما سرویس و به صورت بین‌المللی توسط سی‌جی انترتینمنت منتشر شده‌است.
این فیلم با عناوین مختلفی ذکر می‌شود. گاهی به عنوان «مردِ پادشاه» (The King's Man؛ ترجمه انگلیسی تحت‌اللفظی عنوان کره‌ای) شناخته می‌شود. در چینی این عنوان "王 的 男人" یا "王 和 小丑" است و در ژاپنی با عنوان "王 の 男" شناخته می‌شود. همچنین در انگلیسی به «دلقک سلطنتی» (The Royal Jester) معروف است، زیرا مترجم انگلیسی فیلم، آن را مناسبتر از عنوان اصلی دانست.
این فیلم به عنوان ارائه رسمی کره جنوبی برای جایزه اسکار بهترین فیلم بین‌المللی سال ۲۰۰۶ انتخاب شد. این فیلم با فروش بیش از ۱۲٫۳ میلیون بلیط، پربیننده‌ترین فیلم کره جنوبی در همان سال بود و همچنین دهمین فیلم پرفروش کره جنوبی است.

## بازیگران
- کام وو سونگ در نقش جانگ سنگ
- لی جون گی در نقش گونگ گیل
- جونگ جین یونگ در نقش شاه یون‌سان
- کانگ سونگ یون در نقش جانگ نوک سو
- جانگ هان سون در نقش چو سون
- یو هه جین در نقش یوک گاب
- جونگ سوک یونگ در نقش چیل دوک
- لی سونگ هون در نقش پال بوک